# Murmaši
Murmaši è una cittadina della Russia europea settentrionale, situata nella oblast' di Murmansk; appartiene amministrativamente al rajon Kol'skij.
Sorge nella parte settentrionale della oblast', sul basso corso del fiume Tuloma, 20 chilometri a sudovest di Murmansk.